# I dannati non piangono
I dannati non piangono (The Damned Don't Cry) è un film statunitense del 1950 diretto da Vincent Sherman.

## Trama
Il corpo di un gangster viene trovato senza vita dalla polizia. Le indagini conducono a una signora dell'alta società che però è nel frattempo fuggita. Anche la stampa indaga su di lei, scoprendo che era diventata ricca e famosa come dal nulla. Edda, questo è il suo nome, è andata a casa dei genitori e qui ricorda il suo passato, dal fallimento del matrimonio fino agli ultimi avvenimenti.
Edda era sposata con Roy e i due avevano un bambino, Tommy. Ma dopo la morte del figlio, per un tragico incidente legato ad una bicicletta, lei ed il marito si separano. Da allora Edda accetta ogni lavoro per provvedere a sé, diventando prima commessa e poi, sfruttando la sua bellezza, modella ed accompagnatrice nelle serate.
Per caso conosce Martin, un onesto impiegato mal retribuito. Edda lo aiuta a trovare dell'altro lavoro e a fare carriera, ma entrambi finiranno per invischiarsi sempre di più in un giro malavitoso dove la posizione sociale e la ricchezza sono rincorse senza alcuno scrupolo morale.

## Produzione
Il film fu prodotto dalla Warner Bros.